# Хърватски легион
Хърватският легион (на хърватски: Hrvatska Legija) е хърватско военно формирование по време на Втората световна война, воюващо на страната на Хитлеристка Германия.
По време на Втората световна война Кралство Югославия е окупирано от силите на Оста и в земите на днешна Босна и Херцеговина и Република Хърватия е създадена държава на хърватски националисти под името Независима хърватска държава. След нападението на Германия над СССР на 22 юни 1941 година хърватските усташи организират доброволен корпус, който да вземе участие във военните действия срещу СССР.
Сформираният от хървати и босненски мюсюлмани Хърватски легион пристига на Източния фронт на 22 август 1941 година. През септември същата година легионът участва в операциите при Валки, Харков, Калач и в района на река Дон. Като част от германската 6-а армия хърватите са обградени по време на битката при Сталинград. Около 1000 ранени хърватски легионери успяват да бъдат евакуирани със самолет, останалите обаче попадат или в съветски плен, или загиват през януари 1943 година.
Между септември и декември 1942 година са сформирани 2 нови хърватски пехотни полка към 369-а пехотна дивизия, известна като „Адската дивизия“, под командването на генерал-лейтенант Фритц Найдхолт. Дивизията е разположена в пределите на разпадналата се Югославия и взема дейно участие в борбата с партизаните.